# Claire Panier-Alix
Claire Panier-Alix, née le 9 décembre 1969 en Île-de-France, est une femme de lettres française.

## Œuvres

### Essai
En 2018 paraît un petit guide de draconologie aux éditions Ikor : "Les dragons", collection "c'est si simple"  (ISBN 979-10-93133-20-1)
En 2019 paraît une version revue, augmentée et illustrée : "Dragons ! Petite introduction à la draconologie"  (ISBN 9781794584525)

### Romans[1]
La Chronique insulaire est à l'origine un cycle de fantasy publié en trois volumes chez Nestiveqnen. Claire Panier-Alix a écrit une préquelle dont le premier tome conte l'histoire de ce personnage dans un cadre arthurien, assez éloigné du fantastique et fantasmagorique qui imprègne les chroniques insulaires. La nouvelle version de Sang d'Irah sort aux éditions Le Pré aux clercs en 2009 et 2010.
Dans la trilogie de La Chronique insulaire, Claire Panier-Alix conte l'évolution de plusieurs mondes jouets des rêves du dieu Einär sur plusieurs millénaires. Elle décrit en particulier ses personnages de manière réaliste et notamment faillible, et pose la question de leurs motivations héroïques. Elle insère également des éléments de notre propre monde.
- La Chronique insulaire
  1. L'Échiquier d'Einär, 2001  (ISBN 2910899314)
  2. Les Grands Ailés : ex L'Échiquier d'Einär , 2012 (ASIN B00891TMM4)  (ISBN 9781471778230)
  3. La Clef des mondes, 2002  (ISBN 291089956X), 2012 (ASIN B00892V3YI), 2012  (ISBN 9781471778407)
  4. Le Roi repenti, 2004  (ISBN 291089990X), 2012 (ASIN B00894ATVY), 2012  (ISBN 9781471778568)

Tous les livres ont été publiés aux éditions Nestiveqnen.
- Sang d'Irah (préquelle à La Chronique insulaire)
  1. Sang d'Irah (éditions Nestiveqnen, coll. « Fractale Fantasy », 2005  (ISBN 2915653194), réédition Le Pré aux clercs, 2009  (ISBN 9782842283834), 2009 (ASIN B0061QTD2S), 2012  (ISBN 978-1505525359)
  2. Sang d'Irah 2 : l'étendard en lambeaux (en projet)[Quoi ?]

  - Les Songes de Tulà, coll. « Royaumes Perdus »,  éd. Mango, 2008  (ISBN 2740423861).
  - Quetzalcoàt,  (ISBN 979-1091786133)

### Nouvelles[1]
Mini-nouvelles pour les calendriers Faeries/Nestiveqnen :
- La Clef, calendrier 2002  (ISBN 291089942X),
- La Promenade, calendrier 2003  (ISBN 2910899608),
- The Awekening, calendrier 2004  (ISBN 2910899837),
- The Dragon Glass, calendrier 2005  (ISBN 2915653038),
- Les Gardiens du Ponant, calendrier 2006  (ISBN 2915653208),
- Will be Dragons, calendrier 2007  (ISBN 2915653321).

Nouvelles fantastiques
- Ce que ce fut, dans Dragon & Microchips, hors-série no 3,  éd. L’œil du Sphinx, 1994.
- Le Templier de Morgnelais, dans Horrifique, no 17, 1995.
- Le Mouvement Perpétuel, dans MINIATURE nouvelle série[Quoi ?], no 4, suppl. de Portique, no 28, 1997.
- McFleet (version 1), dans Les Manuscrits d'Edward Derby, no 6,  éd. Œil du Sphinx, 1999.
- De Santiago Michaele Archangelo, dans Les Manuscrits d'Edward Derby, no 6,  éd. Œil du Sphinx, 1999.
- Ultimes Vestiges, dans Les Manuscrits d'Edward Derby, no 7, coll. « Les Mondes Perdus »,  éd. Œil du Sphinx, 1999.
- Mac Fleet (version 2), dans Solaris, no 138, 2001 Cette nouvelle a fait l'objet d'une radiodiffusion en juin 2003 sur RadioCanada.
- Un cigare, Watson ?, dans Bellaing 2006 : Le livre-souvenir, éditions Répliques-Eons  (ISBN 2914590024).

Nouvelles de fantasy
- L’Archipel du temps perdu, dans Dragon & Microchips, hors-série no 1,  éd. L’œil du Sphinx, 1993.
- Nogard, 1993.[source insuffisante]
- Scythir de Dungroft, gardien des immortels oubliés, éd. OCTA, 1995.[Quoi ?]
- Le Fantasme et le Coucou, dans Dragon & Microchips, no 10,  éd. L’œil du Sphinx, 1995.

Nouvelle de science-fiction
- Ils l'ont !, dans Le Retour de Cal de Ter, éditions Rivière Blanche, sept. 2007 (collectif P.-J. Herault 2007[Quoi ?])  (ISBN 1-934543-11-X et 978-1-934543-11-5). : préface + 1 nouvelle : "Ils l'ont"

### Articles[1]
- « Les Mégalithes (Symbolisme & croyances ; les chambres dolméniques en Europe de l'Ouest ; l'Ond : l'énergie qui fait vibrer la nature ; Quand les vieilles pierres nous parlent d'Arthur) », dans Murmures d'Irem, no 10,  éd. Œil du Sphinx, 1999.
- Dossier « Arda et la Terre du Milieu », dans Les Manuscrits d'Edward Derby, no 7,  éd. Œil du Sphinx, coll. « Les Mondes Perdus », 1999.
- Dossier « Lycanthropisme et littérature francophone », dans Faëries no 3,  éd. Nestiveqnen, hiver 2000/2001.
- Dossier « Tolkien (Une vie pour une œuvre; Les Mondes Perdus; Les arts) », dans Faëries, no 1,  éd. Nestiveqnen, juin 2000.
- « La place tenue par les arts dans l'œuvre de Tolkien et bibliographie », en annexe de l'ouvrage Le Monde légendaire de Tolkien de Marc-Louis Questin, éditions Trajectoires, novembre 2001.
- Dans Faëries, hors-série no 1 spécial Tolkien,  éd. Nestiveqnen, janvier 2002 :
  - dossier « Arda & les mondes perdus : la place de la géographie dans l'œuvre de Tolkien » ;
  - dossier « Le Mariage Sindarin » ;
  - bibliographie exhaustive des œuvres de Tolkien en vo et vf, ainsi qu'une compilation des ouvrages de référence sur son œuvre.
- Préface de l'anthologie Le retour de Cal de Ter, éditions Rivière Blanche, sept. 2007 (collectif P.-J. Herault 2037[Quoi ?])  (ISBN 1-934543-11-X et 978-1-934543-11-5).
- Participation amicale[réf. nécessaire] aux 113 préfaces de l'anthologie Noir Duo de Sylvie Miller et Philippe Ward, aux  éd. Rivière Blanche (296 pages, illustration : Guillermo Vidal), déc. 2007  (ISBN 1-934543-15-2 et 978-1-934543-15-3).